# Teilverzichtsklausel
Die Teilverzichtsklausel, auch Freigabeklausel genannt, dient in der Regel dazu, ein mögliches Auftreten einer Sittenwidrigkeit und damit die Nichtigkeit der Globalzession bei der Kollision zwischen verschiedenen Kreditgebern auszuschließen. Unterschieden wird zwischen obligatorischer (schuldrechtlicher) und dinglicher Teilverzichtsklausel.

## Obligatorische Teilverzichtsklausel
Mit der obligatorischen Teilverzichtsklausel verpflichtet sich der Globalzessionar nur schuldrechtlich, hinter den Ansprüchen des Vorbehaltsverkäufers zurückzutreten. Früher wurde davon ausgegangen, dass sofern in einer Sicherungsabrede eine obligatorische Teilverzichtsklausel fehlt, die Sicherungsabrede grundsätzlich unwirksam ist, da der Vorbehaltsverkäufer nur unzureichend geschützt wird und ihm das Risiko einer Insolvenz des Globalzessionars aufgebürdet wird. Über die Folgen für ein Fehlen angemessener Freigaberegelungen bestand zwischen den Zivilsenaten des Bundesgerichtshofs eine uneinheitliche Rechtsauffassung, weshalb der Große Senat zu einer Klärung aufgerufen war. Für nachträgliche und nicht nur vorübergehende Übersicherung bejaht er einen ermessensunabhängigen Freigabeanspruch des Sicherungsgläubigers. Um seine Ansprüche durchzusetzen, muss er in der Regel zunächst einen Prozess gegen den Globalzessionar führen. Heutzutage leitet die Rechtsprechung eine schuldrechtliche Freigabeklausel aus § 133, § 157, § 242 BGB her, sofern eine solche nicht ausdrücklich vereinbart ist. Deshalb sollen Sicherungsabreden nicht grundsätzlich unwirksam sein.

## Dingliche Teilverzichtsklausel
Die dingliche Teilverzichtsklausel sieht vor, dass von vornherein nur solche Forderungen von der Globalzession erfasst werden, die nicht unter die Vorausabtretung aus dem verlängerten Eigentumsvorbehalt fallen. Nur die dingliche Teilverzichtsklausel ist dazu geeignet, eine Sittenwidrigkeit der Globalzession zu vermeiden. Eine Globalzession bleibt im Zweifel insoweit wirksam, als sie nicht geschützte Ansprüche betrifft.

## Vertragsbruchtheorie
Die Vertragsbruchtheorie wurde anhand des typischen Beispiels eines Gewerbetreibenden entwickelt, der zur Finanzierung seines Geschäfts einen Darlehensvertrag abschließt und der Bank im Rahmen einer Globalzession alle Forderungen gegen seine Kunden als Sicherheit abtritt. Anschließend erwirbt der Gewerbetreibende Waren vom Hersteller unter verlängertem Eigentumsvorbehalt und auf Ratenzahlung und tritt dem Hersteller ebenfalls die Forderungen gegen seine Kunden als Sicherheit ab. Aufgrund des Prioritätsgrundsatzes kann der Gewerbetreibende jedoch nur einmal die Forderung abtreten, nämlich an die Bank als zeitlich erste Abtretungsgläubigerin. Insofern kommt es beim Abschluss des Darlehensvertrags zu einem Vertragsbruch gegenüber dem Hersteller, das der Gewerbetreibende seine vertraglichen Sicherungspflichten verletzt. Aus diesem Grund ist das Darlehen gemäß § 138 Abs. 1 BGB sittenwidrig. Nur eine dingliche Teilverzichtklausel kann verhindern, dass der Darlehensvertrag sittenwidrig ist.